# Assedio di Kenilworth
L'assedio di Kenilworth (giugno - dicembre 1266) fu un assedio di sei mesi della Seconda guerra dei baroni, mosso contro il castello di Kenilworth. Fu uno dei pochi assedi della guerra.

## Lo scenario
Le forze del re Enrico III d'Inghilterra avevano già sconfitto quelle di Simone V di Montfort durante la battaglia di Evesham (agosto 1265). Il Montfort era caduto in battaglia e suo fratello aveva acconsentito ad arrendersi nel dicembre dello stesso anno, a Northampton. Egli aveva acconsentito anche alla resa di Kenilworth, il rifugio dei lealisti dei baroni, e lettere erano state inviate alla guarnigione del castello affinché si convincessero ad arrendersi. Tuttavia le forze del castello di Kenilworth, capitanate dagli irriducibili Simone VI di Montfort ed Henry de Hastings, rigettarono le richieste prima nel dicembre e poi nel marzo del 1266, la seconda volta mozzando la mano all'emissario del re.

## Le difese del castello di Kenilworth
Il  castello di Kenilworth possedeva una formidabile struttura difensiva di grande spessore; una delle maggiori difese era una chiusa a sud del castello, posta trasversalmente ad una strada sopraelevata, che si sviluppava dall'ingresso sino alla corte del castello. Dietro la chiusa vi era un lago artificiale che cingeva il lato occidentale e quello meridionale del castello, proteggendolo da un attacco via terra. Fossati lungo il lato nord ed una seconda vasca d'acqua su quello est estendevano la protezione del castello circondandolo.

## L'assedio
I preparativi per l'assedio furono rimandati dal dicembre del 1265 al 24 maggio dell'anno seguente, quando l'assedio vero e proprio ebbe inizio. La guarnigione del castello era piuttosto numerosa, contava oltre un migliaio di uomini (circa milleduecento), piuttosto attivi nella difesa. Fuori dal castello erano collocate le truppe convocate da Enrico III, assieme al suo primogenito Edoardo ed Edmondo, conte di Lancaster, che era stato impegnato a contenere la guarnigione del castello fino all'autunno dell'anno precedente.
L'attacco al castello avvenne il 21 giugno. Le forze del re provarono in molti modi a prendere il castello, avvalendosi anche dell'uso di alcuni trabucchi, assieme a delle torri d'assedio. Fu anche costruito un "ursus", con dei compartimenti separati per gli arcieri.
Alcune barche furono inviate da Chester per tentare di attraversare il lago artificiale a difesa del castello, ma l'operazione non riuscì. Il tempo tuttavia fu dalla parte degli assedianti: la guarnigione, fiaccata dalla mancanza di cibo, si arrese il 13 dicembre 1266, firmando il Dictum di Kenilworth.